# L'Âge de vivre
Pour plus de détails, voir Fiche technique et Distribution.
L'Âge de vivre (Let Him Have It) est un film de procès dramatique franco-britannico-néerlandais réalisé par Peter Medak, sorti en 1991. Le film traite d'un fait réel, basée sur un vrai procès qui marqua l'Angleterre dans les années 1950.

## Synopsis
Un jeune retardé mental et épileptique de 19 ans, Derek Bentley, fasciné par l'univers des films de gangsters américains, sympathise avec une bande de caïds locaux et se lie d'amitié avec Chris, un des adolescents. Il se laisse entraîner sur la mauvaise pente et commet un délit, mais il est accusé d'avoir incité son complice de 16 ans, Cristopher Craig, qui a tué un policier. Il est condamné à mort et exécuté par pendaison malgré son innocence. Craig étant pénalement mineur, il est libéré au bout de 10 ans de prison.

## Fiche technique
- Réalisation : Peter Medak
- Scénario : Neal Purvis et Robert Wade
- Production : Luc Roeg et Robert Warr
- Musique : Michael Kamen et Ed Shearmur
- Photographie : Oliver Stapleton
- Effets spéciaux :Peter Ch. Arnold
- Montage : Ray Lovejoy
- Décors : Michael Pickwoad
- Durée : 115 minutes
- Dates de sortie : 
  - Royaume-Uni : 4 octobre 1991
  - France : 22 juillet 1992

## Distribution
- Tom Courtenay : William Bentley
- Eileen Atkins : Lilian Bentley
- Rebecca Eccleston : Iris à 10 ans
- Peter Eccleston : Derek à 8 ans
- Christopher Eccleston (V. F. : Éric Legrand) : Derek Bentley
- Paul Reynolds : Chris Craig
- Tom Bell : Fairfax
- Clara Holman : Iris
- Iain Cuthbertson : Sir David Maxwell Fyfe
- Peter Eyre : Humphreys

## Commentaires
- Basé sur le procès, le film, d'un réalisme documentaire, montre avec minutie tous les rouages d'une justice implacable et aveugle.